# Заборовиці (Великопольське воєводство)
Заборовиці (пол. Zaborowice, нім. Saboriwtz, 1939-45: Waffendorf) — село в Польщі, у гміні Бояново Равицького повіту Великопольського воєводства.
Населення — 575 осіб (2011).
У 1975-1998 роках село належало до Лешненського воєводства.

## Демографія
Демографічна структура станом на 31 березня 2011 року:
|          | Загалом | Допрацездатний вік | Працездатний вік | Постпрацездатний вік |
| -------- | ------- | ------------------ | ---------------- | -------------------- |
| Чоловіки | 274     | 71                 | 189              | 14                   |
| Жінки    | 301     | 83                 | 176              | 42                   |
| Разом    | 575     | 154                | 365              | 56                   |